# Lac de Pape
Pour les articles homonymes, voir Pape (homonymie).
Le lac de Pape (en letton : Papes ezers) est un lac de Lettonie situé à 15 km de Liepāja et limitrophe de la Lituanie.
La zone humide d'environ 51,725 ha autour est protégée par la convention de Ramsar et le lac est situé dans le parc naturel de Pape.

## Description
Le lac est situé à 6 km à l'ouest de Rucava, dans les basses terres de Pape, avec un niveau d'eau moyen de 0,1 m au-dessus du niveau de la mer Baltique. Il est séparé de la mer Baltique par une bande de dunes de 1 à 2 km de large avec une hauteur de 4 à 7 m au-dessus du niveau de la mer.
La superficie du lac est de 12,1 km2. La longueur - de 8,3 km, la largeur moyenne du lac est de 2,8 km, la longueur du rivage est de 40,4 km. Le lac est très peu profond, la profondeur moyenne est de 0,5 m, la profondeur maximale est d'environ 2 m. Les endroits les plus profonds du lac se trouvent dans sa partie orientale, vers les localités Kalnišķi et Brušvīti. La profondeur du lac, plus de 1 m, est à l'embouchure de la Līgupe. Le fond du lac est principalement plat, avec une couche de sédiment pouvant atteindre 5 m d'épaisseur.
Avec des vents d'ouest à long terme, l'eau de mer depuis la mer Baltique et poussée vers le lac et, a un impact significatif sur sa biodiversité.
Après la construction du canal de contournement de Līgupe-Paurupe de 1966 au milieu des années 1990, le ruissellement à travers le lac et donc l'échange d'eau dans le lac ont été artificiellement réduits. Le lac est envahi par la végétation à environ 90 %, l'envahissement de la surface est d'environ 80 %. Cette végétation se compose principalement de phragmites, scirpus, carex, nuphars, potamot nageant.
Les rives du lac sont principalement basses, sablonneuses, tourbeuses sur les rives ouest et nord-ouest, sablonneuses sur les côtés est et sud-ouest et rocheuses à l'extrémité nord. Les environs sont plats, au sud et à l'ouest également bas, marécageux.
Le lac Pape est un lac de type lagon, avec un rivage très accidenté, de nombreuses presqu'îles qui changent au fur et à mesure que le lac modifie son niveau d'eau. Selon le niveau de l'eau, les presqu'îles se transforment en îles et inversement (5-12 îles).
On dénombre 16 espèces de poissons dans le lac, parmi elles grand brochet (Esox lucius), brème commune (Abramis brama), brème bordelière (Blicca bjoerkna), gardon (Rutilus rutilus), rotengle (Scardinius erythrophthalmus), carassin doré (Carassius auratus), ide mélanote (Leuciscus idus), ablette (Alburnus alburnus), able de Heckel (Leucaspius delineatus), bouvière [(Rhodeus sericeus), perche commune (Perca fluviatilis), grémille (Gymnocephalus cernua), épinochette (Pungitius pungitius), épinoche (gasterosteus aculeatus), vimbe (Vimba vimba) ainsi que l'écrevisse à pattes rouges (Astacus astacus).